# UCI World Tour 2024
UCI World Tour 2024 – 14. edycja cyklu wyścigów kolarskich UCI World Tour.

## Kalendarz
Opracowano na podstawie:
| UCI World Tour 2024           | UCI World Tour 2024          | UCI World Tour 2024               | UCI World Tour 2024 | UCI World Tour 2024                           | UCI World Tour 2024                           | UCI World Tour 2024                             | UCI World Tour 2024 |
| Data                          | Państwo                      | Wyścig                            | Kat.                | Zwycięzca                                     | Drugie miejsce                                | Trzecie miejsce                                 |                     |
| ----------------------------- | ---------------------------- | --------------------------------- | ------------------- | --------------------------------------------- | --------------------------------------------- | ----------------------------------------------- | ------------------- |
| 16 – 21 stycznia 2024         | Australia                    | Tour Down Under                   | 2.UWT               | Stephen Williams (Israel-Premier Tech)        | Jhonatan Narváez (Ineos Grenadiers)           | Isaac Del Toro (UAE Team Emirates)              |                     |
| 28 sty                        | Australia                    | Cadel Evans Great Ocean Road Race | 1.UWT               | Laurence Pithie (Groupama-FDJ)                | Natnael Tesfatsion (Lidl-Trek)                | Georg Zimmermann (Intermarché-Wanty)            |                     |
| 19 – 25 lutego 2024           | Zjednoczone Emiraty Arabskie | UAE Tour                          | 2.UWT               | Lennert Van Eetvelt (Lotto Dstny)             | Ben O’Connor (Decathlon-AG2R La Mondiale)     | Pello Bilbao (Bahrain Victorious)               |                     |
| 24 lut                        | Belgia                       | Omloop Het Nieuwsblad             | 1.UWT               | Jan Tratnik (Team Visma \| Lease a Bike)      | Nils Politt (UAE Team Emirates)               | Wout van Aert (Team Visma \| Lease a Bike)      |                     |
| 2 mar                         | Włochy                       | Strade Bianche                    | 1.UWT               | Tadej Pogačar (UAE Team Emirates)             | Toms Skujiņš (Lidl-Trek)                      | Maxim Van Gils (Lotto Dstny)                    |                     |
| 3 – 10 marca 2024             | Francja                      | Paryż-Nicea                       | 2.UWT               | Matteo Jorgenson (Team Visma \| Lease a Bike) | Remco Evenepoel (Soudal Quick-Step)           | Brandon McNulty (UAE Team Emirates)             |                     |
| 4 – 10 marca 2024             | Włochy                       | Tirreno-Adriático                 | 2.UWT               | Jonas Vingegaard (Team Visma \| Lease a Bike) | Juan Ayuso (UAE Team Emirates)                | Jai Hindley (Bora-Hansgrohe)                    |                     |
| 16 mar                        | Włochy                       | Mediolan-San Remo                 | 1.UWT               | Jasper Philipsen (Alpecin-Deceuninck)         | Michael Matthews (Team Jayco AlUla)           | Tadej Pogačar (UAE Team Emirates)               |                     |
| 18 – 24 marca 2024            | Hiszpania                    | Volta Ciclista a Catalunya        | 2.UWT               | Tadej Pogačar (UAE Team Emirates)             | Mikel Landa (Soudal Quick-Step)               | Egan Bernal (Ineos Grenadiers)                  |                     |
| 20 mar                        | Belgia                       | Classic Brugge-De Panne           | 1.UWT               | Jasper Philipsen (Alpecin-Deceuninck)         | Tim Merlier (Soudal Quick-Step)               | Danny van Poppel (Bora-Hansgrohe)               |                     |
| 22 mar                        | Belgia                       | E3 Saxo Classic                   | 1.UWT               | Mathieu van der Poel (Alpecin-Deceuninck)     | Jasper Stuyven (Lidl-Trek)                    | Wout van Aert (Team Visma \| Lease a Bike)      |                     |
| 24 mar                        | Belgia                       | Gandawa-Wevelgem                  | 1.UWT               | Mads Pedersen (Lidl-Trek)                     | Mathieu van der Poel (Alpecin-Deceuninck)     | Jordi Meeus (Bora-Hansgrohe)                    |                     |
| 27 mar                        | Belgia                       | Dwars door Vlaanderen             | 1.UWT               | Matteo Jorgenson (Team Visma \| Lease a Bike) | Jonas Abrahamsen (Uno-X Mobility)             | Stefan Küng (Groupama-FDJ)                      |                     |
| 31 mar                        | Belgia                       | Ronde van Vlaanderen              | 1.UWT               | Mathieu van der Poel (Alpecin-Deceuninck)     | Luca Mozzato (Arkéa-B&B Hotels)               | Nils Politt (UAE Team Emirates)                 |                     |
| 1 – 6 kwietnia 2024           | Hiszpania                    | Vuelta al País Vasco              | 2.UWT               | Juan Ayuso (UAE Team Emirates)                | Carlos Rodríguez (Ineos Grenadiers)           | Mattias Skjelmose (Lidl-Trek)                   |                     |
| 7 kwi                         | Francja                      | Paryż-Roubaix                     | 1.UWT               | Mathieu van der Poel (Alpecin-Deceuninck)     | Jasper Philipsen (Alpecin-Deceuninck)         | Mads Pedersen (Lidl-Trek)                       |                     |
| 14 kwi                        | Holandia                     | Amstel Gold Race                  | 1.UWT               | Thomas Pidcock (Ineos Grenadiers)             | Marc Hirschi (UAE Team Emirates)              | Tiesj Benoot (Team Visma \| Lease a Bike)       |                     |
| 17 kwi                        | Belgia                       | La Flèche Wallonne                | 1.UWT               | Stephen Williams (Israel-Premier Tech)        | Kévin Vauquelin (Arkéa-B&B Hotels)            | Maxim Van Gils (Lotto Dstny)                    |                     |
| 21 kwi                        | Belgia                       | Liège-Bastogne-Liège              | 1.UWT               | Tadej Pogačar (UAE Team Emirates)             | Romain Bardet (Team dsm-firmenich PostNL)     | Mathieu van der Poel (Alpecin-Deceuninck)       |                     |
| 23 – 28 kwietnia 2024         | Szwajcaria                   | Tour de Romandie                  | 2.UWT               | Carlos Rodríguez (Ineos Grenadiers)           | Aleksandr Własow (Bora-Hansgrohe)             | Florian Lipowitz (Bora-Hansgrohe)               |                     |
| 1 maj                         | Niemcy                       | Eschborn-Frankfurt                | 1.UWT               | Maxim Van Gils (Lotto Dstny)                  | Alex Aranburu (Movistar Team)                 | Riley Sheehan (Israel-Premier Tech)             |                     |
| 4 – 26 maja 2024              | Włochy                       | Giro d'Italia                     | 2.UWT               | Tadej Pogačar (UAE Team Emirates)             | Daniel Felipe Martínez (Bora-Hansgrohe)       | Geraint Thomas (Ineos Grenadiers)               |                     |
| 2 – 9 czerwca 2024            | Francja                      | Critérium du Dauphiné             | 2.UWT               | Primož Roglič (Bora-Hansgrohe)                | Matteo Jorgenson (Team Visma \| Lease a Bike) | Derek Gee (Israel-Premier Tech)                 |                     |
| 9 – 16 czerwca 2024           | Szwajcaria                   | Tour de Suisse                    | 2.UWT               | Adam Yates (UAE Team Emirates)                | João Almeida (UAE Team Emirates)              | Mattias Skjelmose (Lidl-Trek)                   |                     |
| 29 czerwca – 21 lipca 2024    | Francja                      | Tour de France                    | 2.UWT               | Tadej Pogačar (UAE Team Emirates)             | Jonas Vingegaard (Team Visma \| Lease a Bike) | Remco Evenepoel (Soudal Quick-Step)             |                     |
| 10 sie                        | Hiszpania                    | Clásica de San Sebastián          | 1.UWT               | Marc Hirschi (UAE Team Emirates)              | Julian Alaphilippe (Soudal Quick-Step)        | Lennert Van Eetvelt (Lotto Dstny)               |                     |
| 12 – 18 sierpnia 2024         | Polska                       | Tour de Pologne                   | 2.UWT               | Jonas Vingegaard (Team Visma \| Lease a Bike) | Diego Ulissi (UAE Team Emirates)              | Wilco Kelderman (Team Visma \| Lease a Bike)    |                     |
| 17 sierpnia – 8 września 2024 | Hiszpania                    | Vuelta a España                   | 2.UWT               | Primož Roglič (Red Bull-Bora-Hansgrohe)       | Ben O’Connor (Decathlon-AG2R La Mondiale)     | Enric Mas (Movistar Team)                       |                     |
| 25 sie                        | Francja                      | Bretagne Classic Ouest-France     | 1.UWT               | Marc Hirschi (UAE Team Emirates)              | Paul Magnier (Soudal Quick-Step)              | Magnus Cort Nielsen (Uno-X Mobility)            |                     |
| 28 sierpnia – 1 września 2024 | Belgia                       | Benelux Tour                      | 2.UWT               | Tim Wellens (UAE Team Emirates)               | Alec Segaert (Lotto Dstny)                    | Per Strand Hagenes (Team Visma \| Lease a Bike) |                     |
| 8 wrz                         | Niemcy                       | Cyclassics Hamburg                | 1.UWT               | Olav Kooij (Team Visma \| Lease a Bike)       | Jonathan Milan (Lidl-Trek)                    | Biniam Girmay (Intermarché-Wanty)               |                     |
| 13 wrz                        | Kanada                       | Grand Prix Cycliste de Québec     | 1.UWT               | Michael Matthews (Team Jayco AlUla)           | Biniam Girmay (Intermarché-Wanty)             | Rudy Molard (Groupama-FDJ)                      |                     |
| 15 wrz                        | Kanada                       | Grand Prix Cycliste de Montréal   | 1.UWT               | Tadej Pogačar (UAE Team Emirates)             | Pello Bilbao (Bahrain Victorious)             | Julian Alaphilippe (Soudal Quick-Step)          |                     |
| 12 paź                        | Włochy                       | Giro di Lombardia                 | 1.UWT               | Tadej Pogačar (UAE Team Emirates)             | Remco Evenepoel (Soudal Quick-Step)           | Giulio Ciccone (Lidl-Trek)                      |                     |
| 15 – 20 października 2024     | Chiny                        | Tour of Guangxi                   | 2.UWT               | Lennert Van Eetvelt (Lotto Dstny)             | Oscar Onley (Team dsm-firmenich PostNL)       | Alex Baudin (Decathlon-AG2R La Mondiale)        |                     |

## Zespoły
W sezonie 2024 w dywizji UCI WorldTeams znalazło się 18 zespołów:
| WorldTeams (18)- Alpecin-Deceuninck - Arkéa-B&B Hotels - Astana Qazaqstan Team - Bahrain Victorious - Bora-Hansgrohe - Cofidis - Decathlon-AG2R La Mondiale - EF Education-EasyPost - Groupama-FDJ - Ineos Grenadiers - Intermarché-Wanty - Lidl-Trek - Movistar Team - Soudal Quick-Step - Team dsm-firmenich PostNL - Team Jayco AlUla - Team Visma \| Lease a Bike - UAE Team Emirates |
| |